# Сельский округ Арнасай
Се́льский окру́г Арнаса́й (каз. Арнасай ауылдық округі) — административная единица в составе Аршалынского района Акмолинской области.
Административный центр — аул Арнасай.

## География
Административно-территориальное образование в центральной части Аршалынского района. В состав сельского округа входит 2 населённых пункта.
Граничит с землями административных единиц:
- Волгодоновский сельский округ — на севере,
- сельский округ Турген — на востоке,
- Ижевский сельский округ — на юге,
- сельский округ Жибек Жолы — на западе.

Территория сельского округа расположена в казахском мелкосопочнике. Рельеф местности в основном представляет из себя равнину с малыми возвышенностями. Перепад высот незначительны; средняя высота округа — около 390 метров над уровнем моря.
Гидрографическая сеть округа представлена рекой Ишим — протекающая с востока на запад.
Климат холодно-умеренный, с хорошей влажностью. Среднегодовая температура воздуха положительная и составляет около +3,7°С. Среднемесячная температура воздуха в июле достигает +19,9°С. Среднемесячная температура января составляет около −14,7°С. Среднегодовое количество осадков составляет около 440 мм. Основная часть осадков выпадает в период с мая по август.

## История
В 1989 году территория нынешнего сельского округа административно входила в состав Волгодоновского сельсовета (сёла Волгодоновка, Береке, Вячеславка, Койгельды, станция Бабатай, разъезд 42).
В периоде 1991—1998 годов, село Вячеславка, станция Бабатай образовали отдельное административно-территориальное образование — Вячеславский сельский округ.
В 2008 году сельский округ, село Вячеславка были переименованы в сельский округ Арнасай, село Арнасай соответственно.

## Население
| Численность населения | Численность населения |
| 1999                  | 2009                  |
| --------------------- | --------------------- |
| 1428                  | ↗1430                 |

## Состав
| № | Населённый пункт | Тип населённого пункта      | Население, 1989 | Население, 1999 | Население, 2009 |
| - | ---------------- | --------------------------- | --------------- | --------------- | --------------- |
| 1 | Арнасай          | аул, административный центр | 1 087           | 1 078           | 1 129           |
| 2 | Бабатай          | станция                     | 371             | 350             | 301             |

## Местное самоуправление
Аппарат акима сельского округа Арнасай — аул Арнасай, улица Рождественского, строение 36.
- Аким сельского округа с февраля 2023 года — Байсаганов Болатбек Капанович[6].